# Lluís de Borbó (1725 -1793)

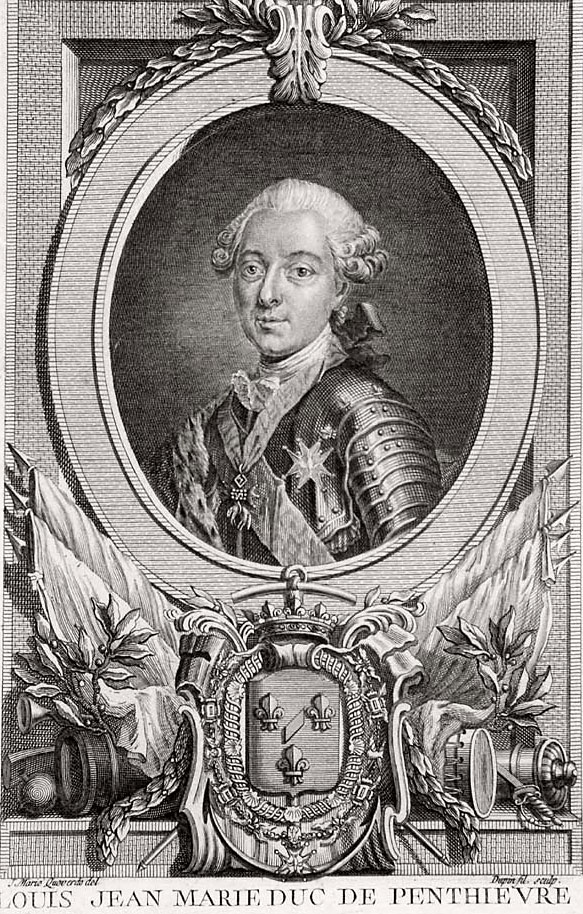
El duc de Penthièvre.

Lluís de Borbó -en francès Louis Jean Marie de Bourbon (castell de Rambouillet, 16 de novembre de 1725 - castell de Bizy a Vernon, 4 de març de 1793) fou duc de Penthièvre, d'Aumale (1775), de Rambouillet (1737), de Gisors, de Châteauvillain, d'Arc-en-Barrois, d'Amboise, comte d'Eu i de Tolosa i senyor del ducat de Carignan, almirall i gran munter de França.

## Biografia
Net en línia bastarda de Lluís XIV de França, fill únic de Lluís Alexandre de Borbó (1678- 1737), príncep legitimat, comte de Tolosa, i de la duquessa Maria Victòria de Noailles, Lluís Joan Maria de Borbó fou designat almirall de França vitalici l'1 de desembre de 1734 i governador i tinent general de Bretanya vitalici el 31 de desembre de 1736.
Va perdre al seu pare a l'edat de 12 anys, i el va succeir en els seus càrrecs civils i militars (desembre de 1737), és a dir com almirall de França, governador de Bretanya i gran munter de França.
Fou fet cavaller de l'Orde del Toisó d'Or el 27 de gener de 1740 i després cavaller de l'Orde del Sant Esperit l'1 de gener de 1742. Anomenat mariscal de camp el 2 de juliol de 1743, fou després Tinent general dels exèrcits del rei el 2 de maig de 1744. Va participar en la batalla de Fontenoy.
Molt afectat successivament per la mort de la seva dona el 1754, i per la del seu únic fill supervivent el 1768, i per l'assassinat de la seva jove, la princesa de Lamballe Maria Lluïsa de Savoia (en les massacres del 1792) i finalment per la mort del rei, votada pel seu gendre Lluís Felip II d'Orleans V, duc d'Orleans (1793), el duc de Penthièvre va portar una vida retirada, malenconiosa, absorbit per la devoció i la caritat.
Bo i dolç, va morir al seu llit al seu castell de Bizy, a Normandia el 1793, gaudint d'una certa popularitat mentre que la revolució feia furor i la Primera república francesa acabava de ser proclamada. El seu cos fou enterrat a Dreux (clandestinament) però els revolucionaris van profanar les tombes el 29 de novembre de 1793, vuit mesos després de la seva mort, i els cossos foren llançats a una fossa comuna.
Caldrà esperar a 1816 per a reconstruir la capella dels Orleans, on les seves restes seran transferides. La seva principal passió era la seva col·lecció de rellotges, que li agradava ajustar i reparar ell mateix.

## Fortuna del duc de Penthièvre
El duc de Penthièvre va recollir l'enorme patrimoni predial dels fills del duc del Maine, el príncep de Dombes Lluís August de Borbó (mort el 1755) i el comte d'Eu (mort el 1775), comprenent els castells de Sceaux, d'Anet, d'Aumale, de Dreux i de Gisors. Segons l'obra La fortune disparue du roi Louis-Philippe de Jacques Bernot i Jean-Pierre Thomas, els seus ingressos anuals eren avaluats a 6 milions de llibres, o sigui 17 milions d'euros, el que feia d'ell un dels homes més rics en Europa.
Passava molt de temps al castell de Rambouillet, on havia nascut i del qual va fer embellir els jardins adaptant-los a la moda del seu temps.
El desembre de 1783, el va haver de cedir a Lluís XVI de França, que volia un vast domini de caça al bosc dels Yvelines i trobava el seu castell de Saint-Hubert massa exigu.
Al marxar del lloc on havia nascut i que li havia agradat tant, el duc de Penthièvre es va emportar els nou taüts del seu pare, de la seva mare, de la seva dona i dels seus sis fills, que va anar a dipositar a la seva propietat de Dreux: és l'origen de la capella reial de Dreux, necròpoli familiar dels Orleans.
En contrapartida, va comprar a la duquessa de Choiseul el magnífic castell de Chanteloup, prop Amboise i el rei va obligar el banquer Jean-Joseph de Laborde a cedir-li, el 1784, el seu esplèndid castell de La Ferté-Vidame. Ambdós foren declarats béns nacionals a la seva mort el 1793.
El duc posseïa a més a més els castell de Blois, d'Amboise i de Châteauneuf-sur-Loire, així com l'Hotel de Tolosa a París (modernament seu de la Banca de França).

## Llinatge
Era l'únic fill de Lluís Alexandre de Borbó (1678-1737), comte de Toulouse, duc de Penthièvre, el qual era un fill legitimat del rei Lluís XIV i de Madame de Montespan, i de la duquessa Maria Victòria de Noailles (1688-1766).
Pensa en principi a casar-se amb Lluïsa Enriqueta de Borbó, però la princesa vídua de Conti dona la preferència al duc de Chartres Lluís Felip II d'Orleans (1725-1785). El tímid duc es va orientar llavors cap a Maria Teresa d'Este-Mòdena (1726- 1754), filla del duc Francesc III de Mòdena i de la duquessa nascuda Carlota Agalea d'Orleans (1700-1761), ella mateixa filla de l'anomenat "Regent". No se'n va haver de penedir. La seva relació va ser harmoniosa mentre que la duquessa de Chartres acumulava les ximpleries i els amants fins al punt que el tribunal va dubtar de la legitimitat dels seus fills.
El matrimoni va tenir lloc el 1744 i fou molt feliç. Van tenir com a fills a: 
1. Lluís Maria de Borbó 1746, mort prematurament.
2. Lluís Alexandre de Borbó (1747 - 1768), príncep de Lamballe, casat amb Maria Lluïsa de Savoia, Mademoiselle de Carignan (1749 - 1792), l'amiga de la reina Maria Antonieta d'Àustria;
3. Joan Maria de Borbó (1748 - 1755), duc de Châteauvillain.
4. Vincenç Maria Lluís de Borbó (1750 - 1752), comte de Guingamp
5. Maria Lluïsa de Borbó (1751-1753).
6. Lluïsa Maria Adelaida de Borbó (1753-1821), coneguda com la senyoreta de Penthievre, casada amb el duc Felip II d'Orleans (1747-1793).
7. Lluís Maria Felicitat de Borbó (nascut i mort el 1754).